# On Raglan Road
 (décembre 2012).
Si vous disposez d'ouvrages ou d'articles de référence ou si vous connaissez des sites web de qualité traitant du thème abordé ici, merci de compléter l'article en donnant les références utiles à sa vérifiabilité et en les liant à la section « Notes et références ».

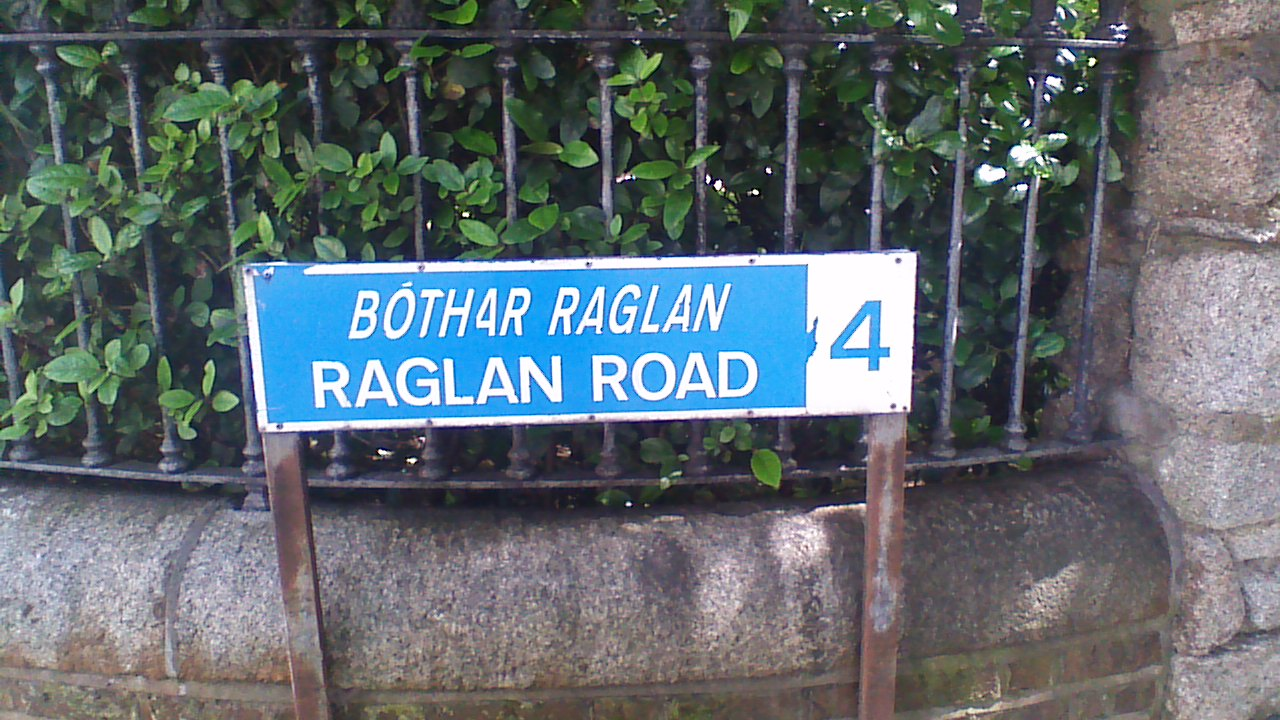
Panneau bilingue (gaélique / anglais) de Raglan Road

On Raglan Road est une célèbre chanson irlandaise, issue d'un poème composé par le poète irlandais Patrick Kavanagh.

## Signification
Dans le poème, le narrateur s'y remémore une histoire d'amour avec une jeune fille alors qu'il marche dans une rue tranquille ("quiet street"). Il explique qu'il savait dès leur rencontre qu'il risquait de souffrir de leur relation, mais que cela ne le retint pas.
Le poème fut publié pour la première fois dans le journal The Irish Press le 3 octobre 1946 sous le titre Dark Haired Miriam Ran Away. Peter Kavanagh, le frère de Patrick Kavanagh, expliqua qu'il était écrit à l'attention de la petite amie de Patrick, Hilda Moriarty, mais que le nom de Miriam était celui de sa propre petite amie pour éviter tout embarras.

## Mise en chanson
Le poème a été mis en musique lors d'une rencontre entre le poète et Luke Kelly, du célèbre groupe irlandais The Dubliners (album In Bruges), dans le pub The Bailey à Dublin. La musique choisie est celle d'une chanson traditionnelle appelée L'Aube du Jour (Fáinne Geal an Lae). La chanson On Raglan Road a depuis été interprétées par de nombreux artistes : Van Morrison avec The Chieftains (sur leur album Irish Heartbeat), Mark Knopfler avec Dónal Lunny, Ed Sheeran, Sinéad O'Connor (en concert mais aussi avec Dónal Lunny sur son album Common Ground),  Billy Bragg (album Workers Playtime), Roger Daltrey, Dick Gaughan, Loreena McKennitt (titre bonus de certaines versions de l'album An Ancient Muse), Joan Osborne avec The Chieftains (sur leur album Tears od Stone), Órla Fallon, Ian Tamblyn, Tommy Fleming (album The Compilation, Mary Black, Nyle Wolfe et Gilles Servat sur l'album Comme je voudrai !).

## Culture populaire
La version de Luke Kelly peut également être entendue dans une scène du film Bons baisers de Bruges, paru en 2008 (In Bruges en anglais).

## Texte original
« On Raglan road on an autumn day, I met her first and knew           
That her dark hair would weave a snare that I may one day rue.
I saw the danger, yet I walked along the enchanted way
And I said let grief be a falling leaf at the dawning of the day.

On Grafton street in November, we tripped lightly along the ledge
Of a deep ravine where can be seen the worth of passion's pledge.
The queen of hearts still baking tarts and I not making hay,
Oh I loved too much and by such and such is happiness thrown away.

I gave her the gifts of the mind. I gave her the secret sign that's known
To the artists who have known true gods of sound and stone
And word and tint. I did not stint I gave her poems to say.
With her own name there and her own dark hair like the clouds over fields of May.

On a quiet street where old ghosts meet, I see her walking now 
Away from me so hurriedly my reason must allow
For I have wooed, not as I should a creature made of clay -
When the angel woos the clay, he'd lose his wings at the dawn of day. »

— allpoetry.com

## Traduction littéraire[3]
"Sur Raglan road, par un jour d'automne je l'ai rencontrée pour la première fois, et j'ai su
Que ses cheveux sombres tisseraient un piège dont un jour, peut-être, je me repentirais.
J'ai entrevu le danger, et cependant j'ai suivi le chemin enchanté
Et je me suis dit: que la douleur soit une feuille morte qui tombera à l'aube.
Sur Grafton street, au mois de novembre, nous promenions un pied léger
Le long d'un profond fossé; là se voit la valeur d'une promesse que dirige la passion.
La Reine de cœur a continué de distribuer ses présents et moi, je n'en ai rien fait; 
Oh j'ai trop aimé et c'est de la sorte que se gaspille le bonheur.
Je lui ai apporté les offrandes de l'esprit. Je lui ai transmis le signe secret
Celui connu des artistes qui ont eux-mêmes connu les véritables divinités du son et de la pierre
Et du verbe et de la couleur. Je n'en suis pas resté là car je lui ai offert des poèmes à dire.
Avec son nom et ses cheveux sombres comme les nuages par-dessus les plaines, au mois de mai.
Une rue paisible où les vieux fantômes se croisent. Je la vois à présent qui s'éloigne 
Et me quitte; elle presse le pas. Je la comprends, 
Car j'ai aimé de façon si maladroite une créature façonnée dans la glaise.
Que l'ange épouse la glaise, et à l'aube du jour, il aura perdu ses ailes".